# Pedro Freitas
Pedro de Almendra Freitas (José de Freitas, 1º de março de 1890 — Teresina, 9 de fevereiro de 1990) foi um comerciante, empresário e político brasileiro eleito governador do Piauí em 1950. Durante sua campanha para o executivo estadual recebeu o apelido de “Pedro Maxixe”, que lhe foi dado por seus contendores. Nada, porém, que lhe causasse aborrecimento. Faleceu vinte dias antes de completar cem anos de idade.

## Dados biográficos

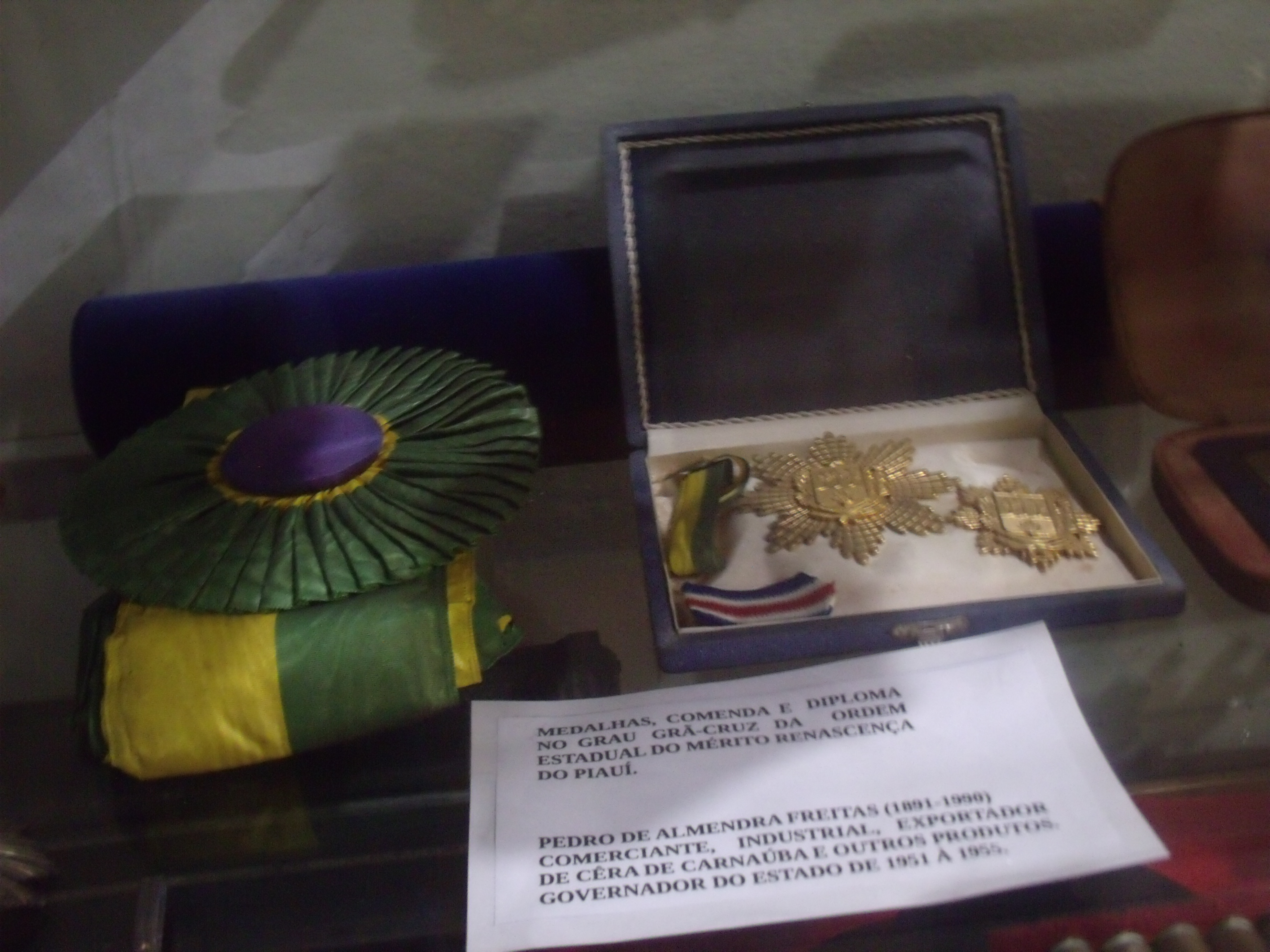
Comenda do Mérito Renascença do Piauí que pertenceu a Pedro Freitas. Acervo Museu do Piauí.

Filho de José de Almendra Freitas e de Ana Rosa do Lago Castelo Branco. Nascido no então Povoado Livramento fixou-se como comerciante e somente ingressou nas disputas eleitorais aos sessenta anos quando o PSD enfrentava uma férrea disputa interna para indicar o candidato à sucessão estadual de 1950 e confrontar Eurípedes Aguiar (UDN), outrora governador do Piauí (1916-1920) e apoiado pelo governador José da Rocha Furtado.
Tal furor se justificava porque havia três grupos dentro do PSD disputando a indicação do candidato a governador. Segundo José Lopes dos Santos um grupo era liderado por Leônidas Melo (governador e interventor federal entre 1935 e 1945), outro por Sigefredo Pacheco e um terceiro pela família Freitas numa interminável sucessão de vetos a cada um dos nomes propostos pelos diferentes grupos, até que a escolha recaiu sobre Pedro Freitas, o qual não possuía arestas com qualquer das correntes pessedistas e assim realizaram-se eleições nas quais Pedro Freitas venceu Eurípedes Aguiar por uma margem inferior a um por cento dos votos. O vice-governador eleito foi  Milton Brandão. Durante seu governo transcorreram as festividades alusivas ao Centenário de Teresina, em 16 de agosto de 1952.

## Sucessores políticos
Em 1954 Pedro Freitas viu seu filho, José Gaioso Freitas, ser eleito deputado estadual, entretanto o fato mais curioso quanto a biografia do patriarca dos Freitas foi que dentre seus mais renhidos adversários estava Petrônio Portela, que se casaria com Iracema, filha de Pedro Freitas, não obstante a cerrada oposição que este sofreu de seu futuro genro na Assembleia Legislativa do Piauí. Pedro Freitas foi sucedido como governador por Gaioso e Almendra, façanha esta que passou para a história política do Piauí como a única vez em que, desde o pós-guerra em 1945, um governador do estado eleito pelo voto popular transfere o cargo a um sucessor eleito com o seu apoio, afinal durante o Regime Militar de 1964 os governadores passaram a ser referendados pelo legislativo estadual após indicação do Presidente da República. Assim ao tomar posse em 1966, Helvídio Nunes foi o primeiro governador ungido pelos militares tendo recebido a comando do estado de um mandatário interino, o deputado estadual José Odon Maia Alencar, presidente do Legislativo.
Foi fundador da Usina Livramento.